# 会宁黄耆
会宁黄耆（学名：Astragalus huiningensis）为豆科黄芪属的植物，是中国的特有植物。分布在中国大陆的甘肃等地，一般生于山坡上，目前尚未由人工引种栽培。